# Finns det nån som bryr sig om
Finns det nån som bryr sig om är ett album av sångerskan Eva Dahlgren, släppt 1978 som hennes debutalbum. Albumet återutgavs i ny version 1979, där en låt bytts ut mot Om jag skriver en sång, vilken hon framförde i Melodifestivalen 1979. Nyutgåvan hade även ett helt nytt konvolut.
Låten "Blomman bitterhet" var den första Dahlgren framförde i TV, med sitt dåvarande band Dying Dawn. "Jenny Mattress" var den första singeln i Eva Dahlgrens namn. Singelns version är dock en vers kortare än den som kom att ingå på LP:n. Båda versionerna finns tillgängliga på CD; LP-versionen på samlings-CD:n "Känn mej" och singelversionen på dubbel-CD:n "För minnenas skull". 
"Jenny Mattress" och "Help me to the door" framfördes av Dahlgren i tv-programmet "Häftig fredag". Låten "Känn mej" framfördes i tv-programmet "Party hos Parnevik", men presenterades då under titeln "Nära mej".
"Jenny Mattress" släpptes även på singel i Västtyskland (CBS S 7186) med "Help Me to the Door" som baksida.
Albumet gavs av Bruno Glenmarks dåvarande skivbolag Glendisc ut på en CD kallad "Känn mej". Denna CD är sedan länge utgången i handeln och extremt svår att få tag i på begagnatmarknaden.
CD:n innehåller LP-versionen från 1979 i sin helhet, samt åtta av albumet "Eva Dahlgren"s tio låtar. Låten "Halva dej" som ingick på LP-versionen från 1978 finns inte med på denna CD; låten har för övrigt aldrig givits ut på CD. 
CD:n "Känn mej" ska inte förväxlas med LP:n "Känn mej", också utgiven av Bruno Glenmark. LP:n "Känn mej" är en samlingsskiva med ett urval låtar från Eva Dahlgrens skivor "Finns det nån som bryr sig om", "Eva Dahlgren" och "Tvillingsskäl". Albumet innehåller också Dahlgrens tre låtar till filmen G samt låtarna "Ingenting", "Steal me a life", "If I was the queen" och "Tired of love". 
Text och musik av Eva Dahlgren om ej annat anges. Inspelad i Glenstudio februari-april 1978, med undantag för Om jag skriver en sång inspelad januari 1979. Producerad och arrangerad av Bruno och Anders Glenmark. Skivnummer GlenDisc HGP 3010 (1978), HGP 3013 (1979).

## Låtlista HGP 3010
Sida 1
1. You my Friend
2. Blomman Bitterhet (Eva Dahlgren,  Karin Boye)
3. Känn mej
4. Godnattvisa
5. Finns det nå'n som bryr sig om (Right Time of the Night) (Peter McCann, Eva Dahlgren)

Sida 2
1. Jenny Mattress
2. Ingen och alla är du
3. Help Me to the Door
4. Halva dej (Half a Chance) (Jacob Brackman, Carly Simon)
5. Stackars alla karlar (Anders Glenmark, Eva Dahlgren)

## Låtlista HGP 3013
Sida 1
1. Om jag skriver en sång
2. Finns det nån som bryr sig om (Right Time of the Night) (Peter McCann, Eva Dahlgren)
3. Känn mej
4. Godnattvisa
5. You my Friend

Sida 2
1. Jenny Mattress
2. Ingen och alla är du
3. Help Me to the Door
4. Blomman Bitterhet (Eva Dahlgren, Karin Boye)
5. Stackars alla karlar (Anders Glenmark, Eva Dahlgren)

## Listplaceringar
| Lista (1978-1979) | Topplacering |
| ----------------- | ------------ |
| Sverige           | 2            |